# Дальний (Елизовский район)
Да́льний  — посёлок в Елизовском районе Камчатского края. Входит в состав Начикинского сельского поселения.

## География
Посёлок состоит из двух небольших поселений по обе стороны от дороги Р474 из Елизово. Находится на берегу реки Плотникова (приток реки Быстрая), на расстоянии 24 км к западу от города Елизово, административного центра района, и 6 км к северу от города Петропавловск-Камчатский, административного центра края.

## Население
| 2002 | 2010 | 2012 | 2013 | 2015 | 2016 | 2018 |
| ---- | ---- | ---- | ---- | ---- | ---- | ---- |
| 93   | ↘61  | ↗62  | ↗70  | ↘69  | ↘67  | ↘62  |
| 2020 |      |      |      |      |      |      |
| →62  |      |      |      |      |      |      |

## История
Возник в 1937 году как населённый пункт центральной усадьбы Начикинского совхоза. Позднее получил наименование Начикинский совхоз. В 1959 году переименован в Дальний, по своему расположению относительно других пунктов района.

## Улицы
- ул. Набережная,
- ул. Советская,
- ул. Сопочная.